# Џуда Бенџамин
Џуда Бенџамин (енгл. Judah Benjamin; Кристијанстед, 11. август 1811 — Париз, 6. мај 1884) био је британско-амерички политичар, адвокат и члан владе Конфедерације.

## Биографија
Бенџамин је јеврејског порекла, студирао је право на Јејлу 1825. Био је први Јеврејин изабрани амерички сенатор (1852-1860), где је бранио ропство. Именован је за Државног тужиоца Конфедерације Америчких Држава, касније је био министар рата и државни секретар од 1862.
Чврсто је подржавао Џеферсона Дејвиса и био је један од његових најближих сарадника. Као државни секретар, Бенџамин је покушао да издејствује признање Конфедерације од стране Британије и Француске; његови напори су били неуспешни. Када се председник Дејвис са кабинетом повукао из престонице Ричмонд почетком 1865, Бенџамин је побегао у Британију, где је успешно радио као адвокат. Био је ожењен са Натали и имали су једну ћерку. Умро је у Паризу.

## Наслеђе и оцена
Бенџамин је био први амерички сенатор који је исповедао јеврејску веру. Године 1845., Давид Ливи, рођен као Давид Ливи, први рођак Јуда Бенџаминовог оца, положио је заклетву за Флориду, али се одрекао јудаизма и на крају формално прешао у хришћанство. Као одрасла особа, Бенџамин се оженио нејеврејком, није био члан синагоге и није учествовао у заједничким пословима. Ретко је јавно говорио о свом јеврејском пореклу, али га се није стидео. Неке од прича испричаних о Бенџамину који се дотичу ове теме потичу од рабина Исака Мајера Вајза, који се позива на извор који наводи да је Бенџамин изговорио у синагоги у Сан Франциску на Јом кипур 1860. године, иако је отворено питање да ли се то догодило будући да није објављено у градским јеврејским новинама. Један цитат из дебате у Сенату који је остао „део Бенџаминове легенде“, према Евансу, пратио је алузију сенатора са севера на Мојсија као ослободиоца робова, наговештавајући да је Бенџамин био „Израелац у египатској одећи“. Претпоставља се да је Бенџамин одговорио: „Истина је да сам Јеврејин, и када су моји преци примали својих десет заповести из непосредне руке божанства, усред грмљавине и муња планине Синај, преци мог противника чували свиње у шумама Велике Британије“. Међутим, ова анегдота је вероватно апокрифна јер се иста размена између британског премијера Бенџамина Дизраелија (преобраћеног Јеврејина) и Данијела О’Конела одиграла у Доњем дому 1835.
Едгар М. Кан, у свом чланку у часопису о боравку у Калифорнији 1860. године, написао је: „Бенџаминов живот је пример човекове одлучности да превазиђе готово непремостиве баријере кроз рад, упорност и интелигентну употребу изванредног мозга. Овај сјај препознали су савременици; Саломон де Ротшилд је 1861. године сматрао Бенџамина „највећим умом“ у Северној Америци. Ипак, према Миду, „био је одан донкихотовским ентузијазмима и понекад је био превише самоуверен у своје знање“. Гинсбург је рекао о Бенџамину, „попео се до врха правне професије два пута у једном животу, на два континента, започевши свој први успон као сирови младић, а други као одбегли министар побеђене силе“. Дејвис га је, након Бенџаминове смрти, сматрао најспособнијим чланом свог кабинета и рекао да је адвокатска послератна каријера у потпуности оправдала његово поверење у њега.
Према Бруку, „у сваком добу, херојски мудрац се бори да избави Бенџамина из мрака — и увек не успева“. Бенџамин није оставио мемоаре и уништио је своје личне папире, чиме је „задатак будућих истраживача и историчара био изузетно тежак и мукотрпан“. Након његове смрти, о Бенџамину се ретко писало, за разлику од Дејвиса и других вођа Конфедерације. Делом је то било због тога што је Бењамин својим потенцијалним биографима ускратио изворни материјал, али га чак и Дејвис, у својим двотомним ратним мемоарима, помиње само два пута. Еванс сугерише да, пошто је Дејвис писао књиге делом да би одбранио и обележио своје место у историји, за њега не би било карактеристично да придаје значај Бенџамину. Дејвис је, усред послератних пословних борби, можда био незадовољан због Бенџаминовог успеха као адвоката, или се можда плашио да ће се против њих двојице поново изнети оптужбе о умешаности у Линколново убиство. Брук се слаже да је Бенџаминов послератни успех, који је почео док је Дејвис лежао у затвору, а други Конфедерати се борили за опстанак, можда наљутио јужњаке, али наводи да је антисемитизам такође вероватно био фактор. „За чуваре сећања на Конфедерацију, Бенџамин је постао нека врста Јеврејина кућног љубимца, који је генерално игнорисан, али је онда излетео у згодним тренуцима да брани сегрегирани југ од оптужби за нетрпељивост.
Они који су писали о јеврејској историји нису били вољни да величају робовласника и реаговали су на његову биографију са „срамитним ужасом”. Ово је посебно било тако у две генерације након 1865. када је питање грађанског рата остало активно питање у америчкој политици. Тек тридесетих година прошлог века Бенџамин је почео да се помиње као значајна личност у историји Сједињених Држава, и у хроници тамошњих Јевреја. Ипак, Том Маунтин, у свом чланку о Бенџамину из 2009. године, истиче да је Бенџамин био поштован на југу као вођа побуњеничке акције током једног века након грађанског рата, и да су и они ученици основне школе са југа који нису могли да именују тренутног секретара државног у Вашингтону знали за Бенџамина. Реформски рабин Даниел Полиш је 1988. године приметио да је Бенџамин „представљао значајну дилему током мог одрастања као Јеврејин и поносан сам на свој народ и његовом интензивном посвећеношћу идеалима либерализма и људске солидарности које сам нашао отелотвореним у покрету за грађанска права“.
Берман препричава причу да је током грађанског рата Бенџамин био позван на Тору у синагоги Бет Ахаба у Ричмонду. Међутим, нема доказа за то, нити се Бенџаминово име појављује у било ком сачуваном запису о Јеврејима тог града. „Али, без обзира да ли је Бенџамин отворено практиковао јудаизам или је допринео јеврејским интересима, Јеврејима са југа, он је био симбол корелигиозног човека који је био човек међу људима“. Према Евансу, „Бенџамин преживљава, како му је и била воља као: мрачна фигура у историји грађанског рата“. Кан је приметио да је Бенџамин „отеловљен као најистакнутији говорник, правник и државник, без вршњака у решењима две највеће светске нације“. Мид се питао да ли се Бенџаминов лик икада може у потпуности разумети.

## Дела
- Benjamin, J. P. (1858). Kansas Bill. Speech of Hon. J. P. Benjamin, of La., delivered in Senate of United States on Thursday, March 11, 1858.—Slavery protected by the Common Law of the New World.—Guaranteed by Constitution.—Vindication of the Supreme Court of the U.S. Washington, D.C.: Washington, G.S. Gideon, printer.
- Benjamin, J. P. (1860). Defence of the national democracy against the attack of Judge Douglas—constitutional rights of the states. Speech of Hon. J. P. Benjamin, of LA—Delivered in the Senste of the United States, May 22, 1860.
- Benjamin, J. P. (1860). Defence of the national Democracy against the attack of Judge Douglas--constitutional rights of the states. Speech of Hon. J. P. Benjamin, of Louisiana. Delivered in the Senate of the United States, May 22, 1860. [Washington] Printed by L. Towers.
- Benjamin, J. P. (1861). Speech of Hon. J. P. Benjamin, of Louisiana, on the right of secession. Delivered in the Senate of the United States, Dec. 31, 1860. Washington, Printed by L. Towers.
- Benjamin, J. P. (1861). „Instructions to Receivers under the Act entitled "An Act for the Sequestration of the Estates, property and Effects of Alien Enemies, and for the indemnity of citizens of the Confederate States, and persons aiding the same in the existing war against the United States." — Approved 30th August, 1861”. An act for the sequestration of the property of alien enemies, adopted August 30, 1861. Richmond, Virginia: Richmond Tyler, Wise, Allegre & Smith. стр. 13—15. Непознати параметар |orig-date= игнорисан (помоћ)
- Benjamin, Judah; Pearson, Arthur Beilby; Boyd, Hugh Fenwick; Kerr, James M. (1888). Benjamin's Treatise on the law of sale of personal property, with references to the American decisions, and to the French code and civil law. Third edition. Brought down to the end of the year 1883 (with the author's sanction and revision) by Arthur Beilby Pearson, B.A., (of Trinity Hall, Cambridge) and Hugh Fenwick, [sic] Boyd, (Of Brasenose College, Oxford), of the Inner Temple, Barristers–at–Law. With American notes by James M. Kerr, Editor of "American and English Railroad Cases", and the"American and English Corporate Cases" (3rd изд.). Boston: Charles H. Edson & Co.
- Benjamin, J. P.; Bennett, Edmund H. (1888). Benjamin's Treatise on the Law of Sale of Personal Property; with References to the American Decisions and to the French Code and Civil Law. By J. P. Benjamin, Esq., Q. C. Of Lincoln's Inn, Barrister–at–Law. From the latest English edition. With American notes entirely re-written. By Edmund H. Bennett, LL.D. Dean of the Boston University Law School. Boston: Houghton, Mifflin & Company.